# Rogačevo
Rogačevo (makedonska: Рогачево) är en ort i Nordmakedonien. Den ligger i kommunen Jegunovce, i den nordvästra delen av landet, 29 kilometer nordväst om huvudstaden Skopje. Rogačevo ligger 862 meter över havet och antalet invånare är 347.